# علاء الدين الحصكفي
محمد بن علي بن محمد بن علي بن عبد الرحمن بن محمد الحصني المعروف بعَلَاء الدِّين الحَصْكَفي (1025- 1088 هـ = 1616- 1677 م) هو فقيه، أصولي، محدث، مفسر، نحوي، ومفتي الحنفية في دمشق، حيث وُلد وتُوفي بها. وجاءت تسمية الحصكفي نسبة إلى حصن كيفا في ديار بكر. وفي صفحة 11 من الشرفنامة الكردية، علق محمد علي عوني بأنها بلدة صغيرة لا يزيد سكانها على ألف شخص، ويُكتب اسمها حسنكيف محرفًا، وتعرف اليوم باسم شرناخ.

## مؤلفاته
- الدر المختار في شرح تنوير الأبصار - ط - في فقه الحنفية.
- إفاضة الأنوار على أصول المنار - ط - فقه.
- «الدر المنتقى في شرح ملتقى الأبحر»، يشرح كتاب «ملتقى الأبحر» لمؤلفه إبراهيم الحلبي.
- شرح قطر الندى في النحو.
- تعليقه على الجامع الصحيح للبخاري وعلى أنوار التنزيل للبيضاوي.

## وفاته
توفي في دمشق يوم الإثنين 10 شوال 1088 هـ الموافق 6 ديسمبر 1677 م ودفن بمقبرة الباب الصغير.